# Bukovina (Repubblica Ceca)
Bukovina (in tedesco Groß Bukowin) è un comune della Repubblica Ceca facente parte del distretto di Blansko, in Moravia Meridionale.